# Bjarkøy
69°0′3″N 16°33′54″Ø / 69.00083°N 16.56500°Ø
Bjarkøy kommune (samisk Bjarkøy gielda) er en tidligere kommune i Troms fylke i Norge, og var den mindste kommune i fylket. Den blev lagt sammen med Harstad 1. januar 2013.
Bjarkøy er en ø som er kendt i historien og nævnt i Snorres kongesagaer. Dette var hjemstedet til Tore Hund og hans søster Sigrid Toresdatter.

## Værtskommune for Farmen
Innspillingen af den norske udgave af realityshowet Farmen, som blev vist på TV 2 Norge i 2003, foregik i Horsevika på Grytøy i Bjarkøy Kommune.